# Тава (река)
Тава (устар. Тавда) — река в Западной Сибири, в Ханты-Мансийском автономном округе России. Устье реки находится в 134 км по левому берегу реки Конда. Длина реки составляет 27 км.
Система водного объекта: Конда → Иртыш → Обь → Карское море.

## Данные водного реестра
По данным государственного водного реестра России относится к Иртышскому бассейновому округу, водохозяйственный участок реки — Конда, речной подбассейн реки — Конда. Речной бассейн реки — Иртыш.
Код объекта в государственном водном реестре — 14010600112115300017921.